# Sonic Seducer
Sonic Seducer is een Duits muziekmagazine. Sinds de oprichting in 1994 heeft het tijdschrift zich ontwikkeld tot een van de populairste muziekbladen in de alternatieve of gothic scene (ook wel Schwarze Szene genoemd). De thematische focus dekt muziekgenre's als alternatieve rock, darkelectro, darkrock, darkmetal, symfonische metal, electro, rhythm-'n'-noise, crossover, synthrock, Neue Deutsche Härte tot darkwave, industrial en gothic rock.
Sonic Seducer is ook mediapartner van het M'era luna-festival.